# Lil Yachty/Diskografie
Diese Diskografie ist eine Übersicht über die musikalischen Werke des US-amerikanischen Rappers Lil Yachty. Den Schallplattenauszeichnungen zufolge hat er bisher mehr als 48,6 Millionen Tonträger verkauft, davon alleine in seiner Heimat über 44,5 Millionen. Seine erfolgreichste Veröffentlichung ist die Single iSpy mit über 9,7 Millionen verkauften Einheiten.

## Alben

### Studioalben
| Jahr | Titel Musiklabel                       | Höchstplatzierung, Gesamtwochen, AuszeichnungChartplatzierungen (Jahr, Titel, Musiklabel, Platzierungen, Wochen, Auszeichnungen, Anmerkungen) | Höchstplatzierung, Gesamtwochen, AuszeichnungChartplatzierungen (Jahr, Titel, Musiklabel, Platzierungen, Wochen, Auszeichnungen, Anmerkungen) | Höchstplatzierung, Gesamtwochen, AuszeichnungChartplatzierungen (Jahr, Titel, Musiklabel, Platzierungen, Wochen, Auszeichnungen, Anmerkungen) | Höchstplatzierung, Gesamtwochen, AuszeichnungChartplatzierungen (Jahr, Titel, Musiklabel, Platzierungen, Wochen, Auszeichnungen, Anmerkungen) | Höchstplatzierung, Gesamtwochen, AuszeichnungChartplatzierungen (Jahr, Titel, Musiklabel, Platzierungen, Wochen, Auszeichnungen, Anmerkungen) | Anmerkungen                            |
| Jahr | Titel Musiklabel                       | DE | AT | CH | UK | US | Anmerkungen                            |
| ---- | -------------------------------------- | --- | --- | --- | --- | --- | -------------------------------------- |
| 2017 | Teenage Emotions Quality Control (UMG) | — | — | — | UK70 (1 Wo.)UK | US5 (17 Wo.)US | Erstveröffentlichung: 26. Mai 2017     |
| 2018 | Lil Boat 2 Quality Control (UMG)       | — | — | CH50 (1 Wo.)CH | UK44 (1 Wo.)UK | US2 Gold · (24 Wo.)US | Erstveröffentlichung: 9. März 2018     |
| 2018 | Nuthin’ 2 Prove Quality Control (UMG)  | — | — | — | UK81 (1 Wo.)UK | US12 (9 Wo.)US | Erstveröffentlichung: 19. Oktober 2018 |
| 2020 | Lil Boat 3 Quality Control (UMG)       | — | — | — | — | US14 (6 Wo.)US | Erstveröffentlichung: 29. Mai 2020     |
| 2023 | Let’s Start Here Quality Control (UMG) | DE50 (2 Wo.)DE | AT23 (2 Wo.)AT | CH13 (2 Wo.)CH | UK32 (1 Wo.)UK | US9 (4 Wo.)US | Erstveröffentlichung: 27. Januar 2023  |

### Mixtapes
| Jahr | Titel Musiklabel                        | Höchstplatzierung, Gesamtwochen, AuszeichnungChartplatzierungen (Jahr, Titel, Musiklabel, Platzierungen, Wochen, Auszeichnungen, Anmerkungen) | Höchstplatzierung, Gesamtwochen, AuszeichnungChartplatzierungen (Jahr, Titel, Musiklabel, Platzierungen, Wochen, Auszeichnungen, Anmerkungen) | Höchstplatzierung, Gesamtwochen, AuszeichnungChartplatzierungen (Jahr, Titel, Musiklabel, Platzierungen, Wochen, Auszeichnungen, Anmerkungen) | Höchstplatzierung, Gesamtwochen, AuszeichnungChartplatzierungen (Jahr, Titel, Musiklabel, Platzierungen, Wochen, Auszeichnungen, Anmerkungen) | Höchstplatzierung, Gesamtwochen, AuszeichnungChartplatzierungen (Jahr, Titel, Musiklabel, Platzierungen, Wochen, Auszeichnungen, Anmerkungen) | Anmerkungen                              |
| Jahr | Titel Musiklabel                        | DE | AT | CH | UK | US | Anmerkungen                              |
| ---- | --------------------------------------- | --- | --- | --- | --- | --- | ---------------------------------------- |
| 2016 | Lil Boat Quality Control (UMG)          | — | — | — | — | US106 Gold · (25 Wo.)US | Erstveröffentlichung: 5. Juli 2016       |
| 2016 | Summer Songs 2 Quality Control (UMG)    | — | — | — | — | US197 (1 Wo.)US | Erstveröffentlichung: 29. September 2016 |
| 2021 | Michigan Boy Boat Quality Control (UMG) | — | — | — | — | US39 (1 Wo.)US | Erstveröffentlichung: 23. April 2021     |

### EPs
| Jahr | Titel Musiklabel                                        | Höchstplatzierung, Gesamtwochen, AuszeichnungChartplatzierungen (Jahr, Titel, Musiklabel, Platzierungen, Wochen, Auszeichnungen, Anmerkungen) | Höchstplatzierung, Gesamtwochen, AuszeichnungChartplatzierungen (Jahr, Titel, Musiklabel, Platzierungen, Wochen, Auszeichnungen, Anmerkungen) | Höchstplatzierung, Gesamtwochen, AuszeichnungChartplatzierungen (Jahr, Titel, Musiklabel, Platzierungen, Wochen, Auszeichnungen, Anmerkungen) | Höchstplatzierung, Gesamtwochen, AuszeichnungChartplatzierungen (Jahr, Titel, Musiklabel, Platzierungen, Wochen, Auszeichnungen, Anmerkungen) | Höchstplatzierung, Gesamtwochen, AuszeichnungChartplatzierungen (Jahr, Titel, Musiklabel, Platzierungen, Wochen, Auszeichnungen, Anmerkungen) | Anmerkungen                                               |
| Jahr | Titel Musiklabel                                        | DE | AT | CH | UK | US | Anmerkungen                                               |
| ---- | ------------------------------------------------------- | --- | --- | --- | --- | --- | --------------------------------------------------------- |
| 2015 | Hey Honey Let’s Spend Wintertime On a Boat Selbstverlag | — | — | — | — | — | Erstveröffentlichung: 25. Dezember 2015 mit Wintertime Zi |
| 2016 | Summer Songs Selbstverlag                               | — | — | — | — | — | Erstveröffentlichung: 22. März 2016                       |
| 2016 | Big Boat Selbstverlag                                   | — | — | — | — | — | Erstveröffentlichung: 2. August 2016 mit 88rising         |
| 2016 | Lost Files Selbstverlag                                 | — | — | — | — | — | Erstveröffentlichung: 2. September 2016 mit Digital Nas   |
| 2023 | Tesla Quality Control (UMG)                             | — | — | — | — | US180 (1 Wo.)US | Erstveröffentlichung: 25. August 2023                     |
| 2023 | The Secret Recipe Quality Control (UMG)                 | — | — | — | — | US170 (1 Wo.)US | Erstveröffentlichung: 29. September 2023                  |

## Singles

### Als Leadmusiker
| Jahr | Titel Album                           | Höchstplatzierung, Gesamtwochen, AuszeichnungChartplatzierungen (Jahr, Titel, Album, Platzierungen, Wochen, Auszeichnungen, Anmerkungen) | Höchstplatzierung, Gesamtwochen, AuszeichnungChartplatzierungen (Jahr, Titel, Album, Platzierungen, Wochen, Auszeichnungen, Anmerkungen) | Höchstplatzierung, Gesamtwochen, AuszeichnungChartplatzierungen (Jahr, Titel, Album, Platzierungen, Wochen, Auszeichnungen, Anmerkungen) | Höchstplatzierung, Gesamtwochen, AuszeichnungChartplatzierungen (Jahr, Titel, Album, Platzierungen, Wochen, Auszeichnungen, Anmerkungen) | Höchstplatzierung, Gesamtwochen, AuszeichnungChartplatzierungen (Jahr, Titel, Album, Platzierungen, Wochen, Auszeichnungen, Anmerkungen) | Anmerkungen                                                                            |
| Jahr | Titel Album                           | DE | AT | CH | UK | US | Anmerkungen                                                                            |
| --- | ------------------------------------- | --- | --- | --- | --- | --- | -------------------------------------------------------------------------------------- |
| 2015 | One Night Lil Boat                    | — | — | — | — | US49 ×2Doppelplatin · (20 Wo.)US | Erstveröffentlichung: 23. August 2015                                                  |
| 2017 | Peek a Boo Teenage Emotions           | — | — | — | — | US78 Platin · (4 Wo.)US | Erstveröffentlichung: 14. April 2017 feat. Migos                                       |
| 2017 | Ice Tray Control the Streets, Vol. 1  | — | — | — | — | US74 (6 Wo.)US | Erstveröffentlichung: 8. Dezember 2017 mit Quavo als Quality Control                   |
| 2017 | Harley Teenage Emotions               | — | — | — | — | — | Erstveröffentlichung: 13. April 2017                                                   |
| 2017 | Bring It Back Teenage Emotions        | — | — | — | — | — | Erstveröffentlichung: 5. Mai 2017                                                      |
| 2017 | X Men Teenage Emotions                | — | — | — | — | — | Erstveröffentlichung: 18. Mai 2017 feat. Evander Griiim                                |
| 2018 | Who Want the Smoke? Nuthin’ 2 Prove   | — | — | — | — | US— GoldUS | Erstveröffentlichung: 6. Juli 2018 feat. Cardi B & Offset                              |
| 2020 | Speed Me Up Sonic the Hedgehog O.S.T. | — | — | — | — | — | Erstveröffentlichung: 24. Januar 2020 mit Wiz Khalifa, Ty Dolla $ign & Sueco the Child |
| 2020 | Oprah’s Bank Account Lil Boat 3       | — | — | CH88 (1 Wo.)CH | UK54 (2 Wo.)UK | US55 Platin · (6 Wo.)US | Erstveröffentlichung: 9. März 2020 feat. Drake & DaBaby                                |
| 2020 | Split / Whole Time Lil Boat 3.5       | — | — | — | — | US— GoldUS | Erstveröffentlichung: 26. Mai 2020                                                     |
| 2020 | Coffin Lil Boat 3.5                   | — | — | — | — | US— GoldUS | Erstveröffentlichung: 23. Oktober 2020                                                 |
| 2021 | Hit Bout It –                         | — | — | — | — | US67 (1 Wo.)US | Erstveröffentlichung: 19. Februar 2021 feat. Kodak Black                               |
| 2022 | Poland –                              | DE52 (2 Wo.)DE | AT53 (1 Wo.)AT | CH62 (1 Wo.)CH | UK30 (3 Wo.)UK | US40 Gold · (3 Wo.)US | Erstveröffentlichung: 11. Oktober 2022                                                 |
| 2023 | Strike (Holster) Tesla                | — | — | — | — | US71 Gold · (4 Wo.)US | Erstveröffentlichung: 7. April 2023                                                    |
| 2023 | The Secret Recipe                     | — | — | — | — | US92 (1 Wo.)US | Erstveröffentlichung: 29. September 2023 mit J. Cole                                   |
| 2024 | A Cold Sunday –                       | — | — | — | — | US87 (1 Wo.)US | Erstveröffentlichung: 2. Februar 2024                                                  |
| 2024 | Hate Me –                             | — | — | — | — | US68 (2 Wo.)US | Erstveröffentlichung: 26. Juli 2024 mit Ian                                            |
| 2024 | Sorry Not Sorry –                     | — | — | — | — | US99 (1 Wo.)US | Erstveröffentlichung: 16. August 2024 mit Veeze                                        |
| Folgende Lieder erschienen nicht als Single, wurden aber durch das Album zum Download und Streaming bereitgestellt und konnten somit eine Platzierung erlangen: |                                       | | | | | |                                                                                        |
| |                                       | | | | | |                                                                                        |
| 2018 | NBA YoungBoat Lil Boat 2              | — | — | — | — | US63 Platin · (4 Wo.)US | feat. YoungBoy Never Broke Again                                                       |
| 2018 | 66 Lil Boat 2                         | — | — | — | — | US73 Platin · (1 Wo.)US | feat. Trippie Redd                                                                     |
| 2018 | Boom! Lil Boat 2                      | — | — | — | — | US88 Gold · (1 Wo.)US | feat. Ugly God                                                                         |
| 2018 | Yacht Club Nuthin’ 2 Prove            | — | — | — | — | US91 ×2Doppelplatin · (1 Wo.)US | feat. Juice Wrld                                                                       |
| 2018 | Get Dripped Nuthin’ 2 Prove           | — | — | — | — | US98 Platin · (1 Wo.)US | feat. Playboi Carti                                                                    |
| 2020 | T.D Lil Boat 3                        | — | — | — | — | US83 Gold · (1 Wo.)US | mit Tierra Whack feat. ASAP Rocky & Tyler, the Creator                                 |
| 2023 | The Black Seminole Let’s Start Here   | — | — | — | — | US80 (1 Wo.)US |                                                                                        |

### Als Gastmusiker
| Jahr | Titel Album                            | Höchstplatzierung, Gesamtwochen, AuszeichnungChartplatzierungen (Jahr, Titel, Album, Platzierungen, Wochen, Auszeichnungen, Anmerkungen) | Höchstplatzierung, Gesamtwochen, AuszeichnungChartplatzierungen (Jahr, Titel, Album, Platzierungen, Wochen, Auszeichnungen, Anmerkungen) | Höchstplatzierung, Gesamtwochen, AuszeichnungChartplatzierungen (Jahr, Titel, Album, Platzierungen, Wochen, Auszeichnungen, Anmerkungen) | Höchstplatzierung, Gesamtwochen, AuszeichnungChartplatzierungen (Jahr, Titel, Album, Platzierungen, Wochen, Auszeichnungen, Anmerkungen) | Höchstplatzierung, Gesamtwochen, AuszeichnungChartplatzierungen (Jahr, Titel, Album, Platzierungen, Wochen, Auszeichnungen, Anmerkungen) | Anmerkungen                                                                              |
| Jahr | Titel Album                            | DE | AT | CH | UK | US | Anmerkungen                                                                              |
| --- | -------------------------------------- | --- | --- | --- | --- | --- | ---------------------------------------------------------------------------------------- |
| 2016 | Honor The Get Down Part II O.S.T.      | — | — | — | — | — | Erstveröffentlichung: 5. September 2016 DJ Cassidy feat. Grace & Lil Yachty              |
| 2016 | Broccoli Big Baby D.R.A.M.             | — | — | — | UK93 Gold · (7 Wo.)UK | US5 ×8Achtfachplatin · (37 Wo.)US | Erstveröffentlichung: 5. September 2016 Verkäufe: + 8.870.000; D.R.A.M. feat. Lil Yachty |
| 2016 | After the Afterparty –                 | — | — | — | UK26 Gold · (16 Wo.)UK | — | Erstveröffentlichung: 28. Oktober 2016 Charli XCX feat. Lil Yachty                       |
| 2016 | iSpy Light of Mine                     | DE— GoldDE | — | CH61 Gold · (10 Wo.)CH | UK33 Platin · (18 Wo.)UK | US4 ×8Achtfachplatin · (30 Wo.)US | Erstveröffentlichung: 2. Dezember 2016 Verkäufe: + 9.710.000; Kyle feat. Lil Yachty      |
| 2016 | Dan Bilzerian Oblivion                 | — | — | — | — | — | Erstveröffentlichung: 9. Dezember 2016 T-Pain feat. Lil Yachty                           |
| 2017 | From the D to the A –                  | — | — | — | — | US— ×5FünffachplatinUS | Erstveröffentlichung: 17. März 2017 Tee Grizzley feat. Lil Yachty                        |
| 2017 | Hip Hopper 223                         | — | — | — | — | US— GoldUS | Erstveröffentlichung: 28. April 2017 Blac Youngsta feat. Lil Yachty                      |
| 2017 | Marmalade Gemini                       | — | — | CH97 (1 Wo.)CH | — | US— ×2DoppelplatinUS | Erstveröffentlichung: 26. Juli 2017 Macklemore feat. Lil Yachty                          |
| 2017 | Faking It Funk Wav Bounces Vol. 1      | — | — | — | UK97 Silber · (1 Wo.)UK | US94 Platin · (4 Wo.)US | Erstveröffentlichung: 17. Oktober 2017 Calvin Harris feat. Kehlani & Lil Yachty          |
| 2018 | Worry No More California               | — | — | — | — | — | Erstveröffentlichung: 2. März 2018 Diplo feat. Lil Yachty & Santigold                    |
| 2018 | Gucci Flip Flops 15                    | — | — | — | UK— SilberUK | US79 Platin · (3 Wo.)US | Erstveröffentlichung: 26. März 2018 Bhad Bhabie feat. Lil Yachty                         |
| 2018 | Pretender Neon Future III              | — | — | — | — | — | Erstveröffentlichung: 18. Mai 2018 Steve Aoki feat. Lil Yachty & AJR                     |
| 2018 | Magic in the Hamptons –                | — | — | — | UK— SilberUK | US— GoldUS | Erstveröffentlichung: 8. Juni 2018 Social House feat. Lil Yachty                         |
| 2018 | Hey Julie! Light of Mine               | — | — | — | — | US— GoldUS | Erstveröffentlichung: 3. Dezember 2018 Kyle feat. Lil Yachty                             |
| 2024 | When We Die (Can We Still Get High?) – | — | — | — | — | — | Erstveröffentlichung: 26. Januar 2024 Yungblud feat. Lil Yachty                          |
| 2024 | Stayinit USB                           | — | — | — | UK53 (1 Wo.)UK | — | Erstveröffentlichung: 1. März 2024 Fred Again feat. Lil Yachty & Overmono                |
| 2024 | Charlie –                              | — | — | — | — | — | Erstveröffentlichung: 31. Oktober 2024 Lola Young feat. Lil Yachty                       |
| Folgende Lieder erschienen nicht als Single, wurden aber durch das Album zum Download und Streaming bereitgestellt und konnten somit eine Platzierung erlangen: |                                        | | | | | |                                                                                          |
| |                                        | | | | | |                                                                                          |
| 2023 | Another Late Night For All the Dogs    | — | — | — | — | US29 (2 Wo.)US | Charteinstieg: 21. Oktober 2023 Drake feat. Lil Yachty                                   |
| 2024 | F**k Fame Last Lap                     | — | — | — | — | US50 (1 Wo.)US | Charteinstieg: 26. Oktober 2024 Rod Wave feat. Lil Yachty & Lil Baby                     |

## Sonderveröffentlichungen
Gastbeiträge
- 2018: Do not Disturb (Smokepurpp feat. Murda Beatz, Lil Yachty & Offset, US: Gold)
- 2019: How You Feel? (Freestyle) (DJ Scheme feat. Danny Towers, Lil Yachty & Ski Mask the Slump God, US: Gold)
- 2020: E-Er (DJ Scheme feat. Ski Mask the Slump God, Danny Towers & Lil Yachty, US: Gold)

## Statistik

### Chartauswertung
|                     | DE    | AT    | CH    | UK    | US     |
| ------------------- | ----- | ----- | ----- | ----- | ------ |
| Nummer-eins-Alben   | DE—DE | AT—AT | CH—CH | UK—UK | US—US  |
| Top-10-Alben        | DE—DE | AT—AT | CH—CH | UK—UK | US3US  |
| Alben in den Charts | DE1DE | AT1AT | CH2CH | UK4UK | US10US |

|                       | DE    | AT    | CH    | UK    | US     |
| --------------------- | ----- | ----- | ----- | ----- | ------ |
| Nummer-eins-Singles   | DE—DE | AT—AT | CH—CH | UK—UK | US—US  |
| Top-10-Singles        | DE—DE | AT—AT | CH—CH | UK—UK | US2US  |
| Singles in den Charts | DE1DE | AT1AT | CH4CH | UK7UK | US23US |

### Auszeichnungen für Musikverkäufe
| Goldene Schallplatte - Australien - 2019: für die Single Faking It - 2023: für die Single One Night - 2023: für die Single Oprah’s Bank Account - 2023: für das Lied Yacht Club - Brasilien - 2024: für die Single Oprah’s Bank Account - Dänemark - 2018: für die Single iSpy - 2019: für die Single Broccoli - Frankreich - 2017: für die Single Broccoli - 2022: für die Single iSpy - Italien - 2017: für die Single Broccoli - 2018: für die Single iSpy - Kanada - 2018: für die Single Gucci Flip Flops - 2018: für die Single Ice Tray - 2018: für die Single Marmalade - 2023: für die Single Faking It - Neuseeland - 2019: für die Single Marmalade - 2019: für die Single One Night - 2022: für die Single Oprah’s Bank Account - 2024: für die Single E-Er - Polen - 2023: für die Single Poland - 2023: für die Single iSpy - 2024: für die Single Gucci Flip Flops - Portugal - 2019: für die Single iSpy - Vereinigte Staaten - 2022: für das Lied Mickey - 2023: für das Lied Forever Young - 2023: für das Lied Pardon Me - 2024: für das Lied Flex Up | Platin-Schallplatte - Australien - 2018: für die Single After the Afterparty - Neuseeland - 2022: für die Single Faking It - 2024: für die Single Gucci Flip Flops - Vereinigte Staaten - 2023: für das Lied Minnesota 2× Platin-Schallplatte - Neuseeland - 2022: für die Single Broccoli 3× Platin-Schallplatte - Australien - 2021: für die Single iSpy - Kanada - 2017: für die Single Broccoli - Neuseeland - 2024: für die Single iSpy 5× Platin-Schallplatte - Kanada - 2019: für die Single iSpy |

Anmerkung: Auszeichnungen in Ländern aus den Charttabellen bzw. Chartboxen sind in ebendiesen zu finden.
| Land/RegionAuszeichnungen für Musikverkäufe (Land/Region, Auszeichnungen, Verkäufe, Quellen) | Silber     | Gold       | Platin       | Verkäufe   | Quellen             |
| -------------------------------------------------------------------------------------------- | ---------- | ---------- | ------------ | ---------- | ------------------- |
| Australien (ARIA)                                                                            | —          | 4× Gold4   | 4× Platin4   | 420.000    | aria.com.au         |
| Brasilien (PMB)                                                                              | —          | Gold1      | —            | 20.000     | pro-musicabr.org.br |
| Dänemark (IFPI)                                                                              | —          | 2× Gold2   | —            | 90.000     | ifpi.dk             |
| Deutschland (BVMI)                                                                           | —          | Gold1      | —            | 200.000    | musikindustrie.de   |
| Frankreich (SNEP)                                                                            | —          | 2× Gold2   | —            | 166.666    | snepmusique.com     |
| Italien (FIMI)                                                                               | —          | Gold1      | —            | 50.000     | fimi.it             |
| Kanada (MC)                                                                                  | —          | 4× Gold4   | 8× Platin8   | 800.000    | musiccanada.com     |
| Neuseeland (RMNZ)                                                                            | —          | 3× Gold3   | 7× Platin7   | 270.000    | radioscope.co.nz    |
| Polen (ZPAV)                                                                                 | —          | 3× Gold3   | —            | 75.000     | olis.pl             |
| Portugal (AFP)                                                                               | —          | Gold1      | —            | 5.000      | Einzelnachweise     |
| Schweiz (IFPI)                                                                               | —          | Gold1      | —            | 15.000     | hitparade.ch        |
| Vereinigte Staaten (RIAA)                                                                    | —          | 19× Gold19 | 35× Platin35 | 44.500.000 | riaa.com            |
| Vereinigtes Königreich (BPI)                                                                 | 3× Silber3 | 2× Gold2   | Platin1      | 2.000.000  | bpi.co.uk           |
| Insgesamt                                                                                    | 3× Silber3 | 46× Gold46 | 55× Platin55 |            |                     |